# Aeroportul Internațional Halifax Stanfield
Aeroportul Internațional Halifax Stanfield (IATA: YHZ, ICAO: CYHZ) este un aeroport din Enfield⁠(d), Halifax, Noua Scoție, Canada ce deservește zona Halifax. Aeroportul a fost tranzitat în 2023 de 3.579.293 de pasageri. A fost deschis în 1960 și numit după zona deservită.
Situat la o altitudine de 135 m, aeroportul dispune de 2 piste. Este operat de Halifax International Airport Authority⁠(d).

## Infrastructură

### Piste
Aeroportul dispune de 2 piste. Pista 05/23 are suprafața de asfalt și dimensiunile 3.200 m × 60 m. Pista 14/32 are suprafața de asfalt și dimensiunile 2.347 m × 60 m. 